# I Setmana Internacional de Cinema Fantàstic i de Terror
La I Setmana Internacional de Cinema Fantàstic i de Terror va tenir lloc a Sitges entre el 28 de setembre i el 4 d'octubre de 1968 sota la direcció de Pere Serramalera amb el patrocini de l'ajuntament i del Sindicat d'Hosteleria local, amb la intenció de promocionar el cinema fantàstic i el cinema de terror. Aquesta edició tenia caràcter purament d'exhibició, no hi havia jurat ni es van entregar premis. Hi havia dues seccions, una informativa i l'altra retrospectiva. Les projeccions es van fer al Casino Prado Suburense. Es va anunciar que el 3 d'octubre es projectarien dues pel·lícules de Luis Buñuel: Un chien andalou (1929) i El ángel exterminador (1962), però finalment no es van projectar. La mostra es va clausurar amb la projecció de The Fearless Vampire Killers de Roman Polanski.

## Secció informativa
En parèntesi s'indica el dia de projecció:
- Devils of Darkness, de Lance Comfort (29 de setembre)
- The Fearless Vampire Killers de Roman Polanski (4 d'octubre)
- L'illa del terror de Terence Fisher (1 d'octubre)
- La nit abrasadora de Terence Fisher (30 de setembre)
- Kuroneko de Kaneto Shindo (4 d'octubre)
- King Kong Escapes, d'Ishirō Honda (3 d'octubre)
- House of Frankenstein, d'Erle C. Kenton (3 d'octubre)
- Javier y los invasores del espacio, de Guillermo Ziener (20 de setembre)
- La llamada de Javier Setó (2 d'octubre)
- La cripta e l'incubo de Camillo Mastrocinque (30 de setembre)
- Terrore nello spazio, de Mario Bava (1 d'octubre)
- I tre volti della paura de Mario Bava (1 d'octubre)
- "Awatar", czyli zamiana dusz de Janusz Majewski (4 d'agost)
- Le Puits et le Pendule, d'Alexandre Astruc (2 d'octubre)
- Alphaville, une étrange aventure de Lemmy Caution, de Jean-Luc Godard (2 d'octubre)
- Volxebnaia Lampa Alladina, de Boris Ritsàrev (28 de setembre)

## Secció retrospectiva
En parèntesi s'indica el dia de projecció:
- La núvia de Frankenstein (1935) de James Whale
- The Devil-Doll (1936) de Tod Browning (2 d'octubre)
- Aelita (1924) de Iàkov Protozànov (27 de setembre)
- Der Golem, wie er in die Welt kam (1920) de Paul Wegener i Henrik Galeen (1 d'octubre)
- El gabinet del Dr. Caligari (1920) de Robert Wiene (30 de setembre)
- Nosferatu (1922) de Friedrich Wilhelm Murnau (30 de setembre)
- Metropolis (1927) de Fritz Lang (29 de setembre)
- Münchhausen de Josef von Báky (29 de setembre)